# 恋の汽車ポッポ (アネットの曲)
「恋の汽車ポッポ」（こいのきしゃポッポ、原題：Train of Love）は、1960年にシングルが発売されたアネットの楽曲。作詞・作曲は当時アネットの恋人だったポール・アンカ。7月に全米36位を記録した。また、アルマ・コーガンのカバー・シングルが全英27位を記録した。日本ではコーガンのバージョンと森山加代子の日本語カバーがヒットした。

## 補足
エルヴィス・プレスリーの「恋にしびれて」（All Shook Up）を模倣している。

## カバー
英語詞（オリジナル）
- アルマ・コーガン （1960年）
- ポール・アンカ （1960年） セルフ・カバー

日本語詞
- 森山加代子 （1961年） シングル「じんじろげ」B面曲
- かまやつヒロシ （1961年） シングル「遥かなるアラモ」B面曲
- DETERMINATIONS （2002年） アルバム『Chat Chat Determination』に収録
- 大瀧詠一 （2019年） アルバム『NIAGARA CONCERT '83』初回限定盤のみに収録の『EACH Sings Oldies from NIAGARA CONCERT』に収録